# Luka (stanice metra)
Luka (zkratka LK) jsou stanice metra v Praze, na lince B, nacházející se na úseku V.B na sídlišti Lužiny v sídlištním komplexu Jihozápadní Město na katastrálním území Stodůlky. Byla uvedena do provozu 11. listopadu 1994. Projektový název stanice zněl Stodůlky, což bylo později užito pro následující stanici.

## Charakteristika stanice

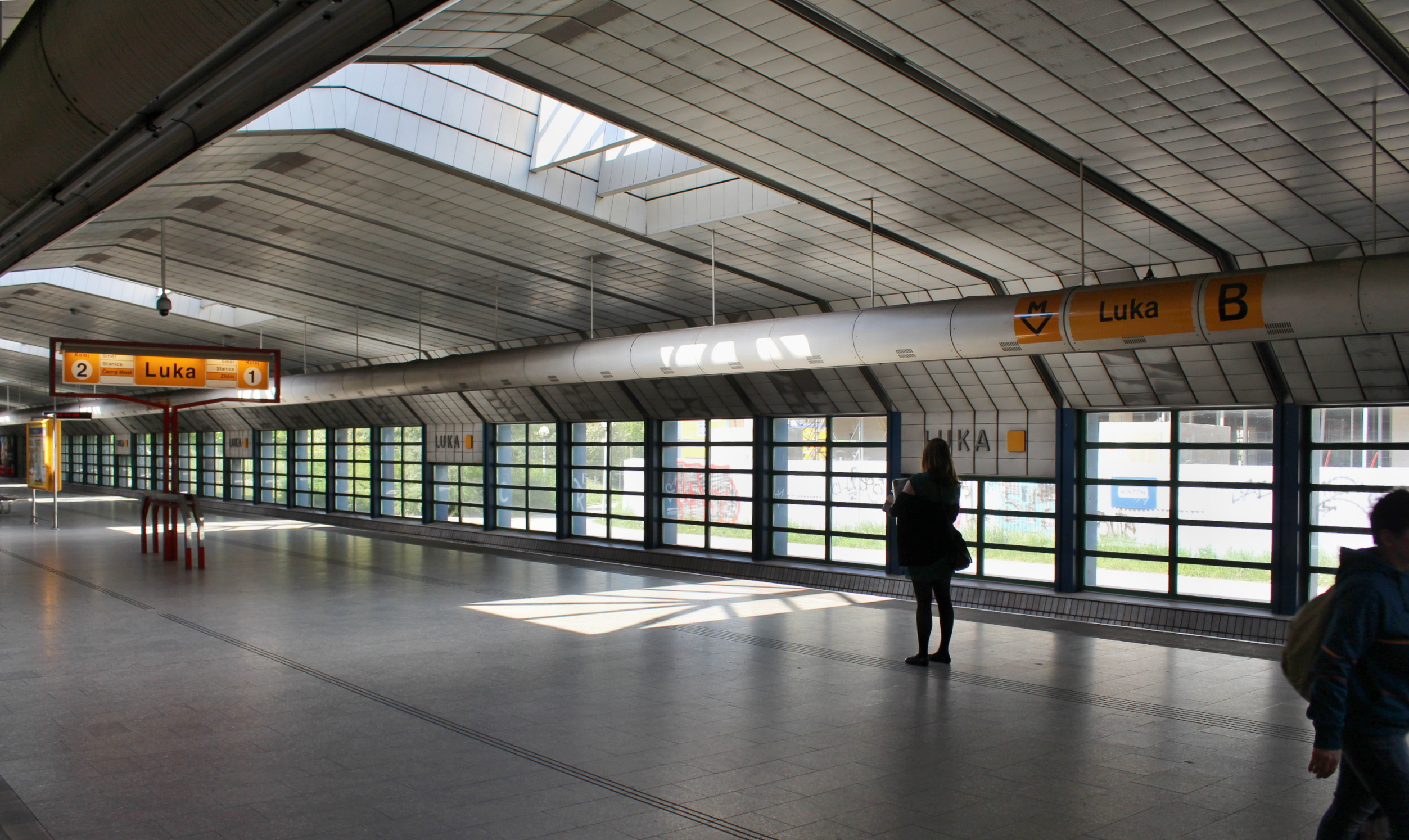
Nástupiště s prosklenou stěnou

Luka jsou povrchová stanice, s ostrovním nástupištěm, zastřešená plochou střechou s mírným sklonem a střešními okny. Prosklené jsou také stěny za nástupištěm. 
Na nástupišti nejsou sloupy, konstrukce střechy je podpírána bočními stěnami. Ven z nástupiště vede východním směrem po pevném schodišti výstup, který se napojuje na nadchod nad přilehlou ulicí, kde je i zastávka autobusu. Je zde umožněn přístup i pro handicapované občany pomocí výtahu. Stanice je natřena na bílo zevnitř a namodro zvenku.
Je zde možný přestup na navazující autobusové linky 137, 174, 225 a příměstské autobusové linky 301 a 352.